# کامینگسکو (استان لهستان بزرگ‌تر)
کامینگسکو (به لهستانی:  Kamińsko) یک روستا در لهستان است که در گمینا مورووانا گوشلینا واقع شده‌است.